# Salmonella
Salmonella, de nombre común salmonela, es un género bacteriano de la familia Enterobacteriaceae constituido por bacilos gramnegativo intracelulares anaerobios facultativos con flagelos peritricos.  Constituye un grupo importante de patógenos para animales y personas. Está compuesto por dos especies: S. enterica y S. bongori de las cuales la S. enterica representa la especie de mayor patogenicidad.
Salmonella enterica es la especie tipo y se divide en seis subespecies que incluyen sobre 2500 serotipos.
No desarrollan cápsula (excepto el serotipo S. Typhi) ni esporas. Son bacterias móviles que producen ácido sulfhídrico (H2S). Emplean glucosa por poseer una enzima especializada,  pero no lactosa, y no producen ureasa ni tienen metabolismo fermentativo.
Es un agente productor de zoonosis de distribución universal. Se transmite por contacto directo o contaminación cruzada durante la manipulación.
Algunas salmonelas son comunes en la piel de tortugas y de muchos reptiles, por lo que se deben tomar precauciones cuando se manipula este tipo de animales a la vez con los alimentos.
El hábitat natural de estas especies normalmente es en los intestinos de cualquier tipo de animal homeotermo (incluidos los seres humanos).

## Taxonomía
Salmonella (específicamente Salmonella choleraesuis) fue descubierto y aislado del intestino de cerdos infectados por la peste porcina clásica, una enfermedad viral, por Theobald Smith entre 1855 y 1884. Su trabajo lo hacía en conjunto con Daniel Elmer Salmon, patólogo, de cuyo apellido se generó el nombre del género. Desde entonces la nomenclatura de las Salmonella ha sido controvertida y continúa evolucionando.
Antes del sistema de Kauffmann-White había una gran complejidad en la nomenclatura. Se daban nombres determinados por diversos criterios, tales como la enfermedad que provocaban (por ejemplo, S. typhi y S. typhimurium) o el lugar donde fueron descubiertos (por ejemplo, S. london y S. panama).
En el año 1944 se propuso que el género se subdividiera en tres especies: S. choleraesuis (la especie principal), S. thphosa (S. typhi), y S. kauffmannii, con todas las demás. Más tarde, en 1952, Kauffmann y Edwards propusieron el nombre de S. enterica para todas las especies de Salmonella.
En 1966, se propuso un nuevo modelo de tres especies: S. enteritidis, la especie principal; S. typhi y S. choleraesuis. 
En 1970, se propuso que el «subgénero» Kauffmann fuera considerado una especie, así quedaba S. kauffmannii para el «subgénero» I, S. salamae para el «subgénero» II, S. arizonae para el «subgénero» III y S. houtenae para el «subgénero» IV. Los serotipos de Kauffmann se denominaban con el nombre de la especie seguido del serotipo, por ejemplo, S. kauffmannii serovar typhi o bien seguido de la fórmula antigénica.
En 1973, con el desarrollo de tecnología de hibridación de ADN, se pudo demostrar que todas las cepas de Salmonella pertenecían a una única especie.
En 1982, a partir de los estudios de ADN y la taxonomía numérica, se propuso nombrar una única especie, S. choleraesuis, con seis subespecies, con la subtipificación a continuación de la subespecie sin italización (por ejemplo, Salmonella choleraeusis subesp. choleraesuis ser. typhimurium).
En 1986, se propuso cambiar el nombre S. choleraesuis por S. enterica, para evitar la confusión de que la especie y un serotipo tuvieran el mismo nombre. Esta propuesta fue aceptada parcialmente en 1987 por un Comité Internacional, puesto que al mismo tiempo se había propuesto que los seis subgéneros fueran subespecies y se denominaran por números romanos, lo cual no fue aceptado por pasar por alto la importancia de la S. typhi; pese a esta negativa, la propuesta fue aceptada y utilizada desde entonces por la CDC.
En 1989, se separó la especie Salmonella choleraesuis subesp. bongori, por su ADN no relacionado.
En 1999, la propuesta se modificó especificando que S. typhi se mantuviera en una especie aparte, con lo que finalmente se aprobó la propuesta quedando la especie principal denominada como S. enterica en reemplazo de S. choleraesuis desde el año 2005. De esta forma, se establecieron dos especies: S. enterica, la principal, con seis subespecies, y S. bongori. El año 2005, se incorporó una tercera especie: S. subterranea. 
Sin embargo, esta especie está estrechamente relacionada con Escherichia hermannii y no pertenece por tanto al género Salmonella.
En resumen, el género Salmonella está compuesto por dos especies, Salmonella enterica y Salmonella bongori. La especie principal, S. enterica, está compuesta por seis subespecies:
- Salmonella enterica subesp. enterica (subesp. I); antes Salmonella choleraesuis subesp. enterica
- Salmonella enterica subesp. arizonae (subesp. IIIa); antes Salmonella choleraesuis subesp. arizonae
- Salmonella enterica subesp. diarizonae (subesp. IIIb); antes Salmonella choleraesuis subesp. diarizonae
- Salmonella enterica subesp. houtenae (subesp. IV); antes Salmonella choleraesuis subesp. houtenae
- Salmonella enterica subesp. indica (subesp. VI); antes Salmonella choleraesuis subesp. indica
- Salmonella enterica subesp. salamae (subesp. II); antes Salmonella choleraesuis subesp. salamae.

Las cepas de Salmonella, de acuerdo con el sistema de clasificación de Kauffmann-White llegan a ser más de cincuenta serogrupos basados en el antígeno O, y más de dos mil quinientos serotipos (cada uno con una única combinación de antígeno somático O, flagelar H1 y flagelar H2). La mayoría de estos serotipos pertenece a la subespecie S. enterica, y representan más del 99% de las enfermedades provocadas en humanos por salmonelas, incluidas la gastroenteritis y la fiebre entérica.
Importancia clínica epidemiológica: las más de dos mil serovariedades de Salmonella pueden agruparse en tres divisiones ecológicas (spp. son subespecies):
1. Salmonella spp. adaptadas a vivir en el humano, entre ellas, S. typhi, S. paratyphi A, B y C;
2. Salmonella spp. adaptadas a hospederos no humanos, que circunstancialmente pueden producir infección en el hombre, entre ellas, S. dublin y S. cholerae-suis;
3. Salmonella spp. sin adaptación específica de hospedero, que incluye a unas 1800 serovariedades de amplia distribución en la naturaleza, las cuales causan la mayoría de las salmonelosis en el mundo.

## Microbiología
Salmonella crece con facilidad en agar sangre formando colonias de 2 a 3 mm. En laboratorios de microbiología clínica se aísla con medios selectivos —Selenito, Hektoen, SS o XLD— para inhibir el crecimiento de otras bacterias patógenas y de la flora intestinal saprofita. Tienen los siguientes antígenos:
- Somático O, del lipopolisacárido en la pared celular, termoestable y es la base de la clasificación en subgrupos.
- Flagelar H, de la proteína flagelina, termolábil, es la base de la clasificación de serotipos.
- Envoltura Vi, termolábil, responsable de la virulencia de varios serotipos patogénicos.

### Virulencia
Al igual que otras bacterias gramnegativas, Salmonella usa un sistema secretor especializado (denominado tipo III) para inyectar dentro de células eucariotas ciertas proteínas efectoras que manipulan las vías de señalización celular y de la bacteria. Se ha observado la entrega de la proteína SipA a células que debilitan la maquinaria intracelular del huésped y promueven la virulencia en mamíferos en aproximadamente diez minutos, para dejar a la bacteria virtualmente desprovista de SipA, efectivamente establecer un nicho para su multiplicación intracelular.

## Salmonelosis
La salmonelosis es una enfermedad no contagiosa de transmisión alimentaria, en especial por alimentos de origen animal. Debido a su carácter alimentario, los brotes son comunes en zonas en las que se prepara y sirve comida en las mismas condiciones como, por ejemplo, residencias de estudiantes y ancianos, restaurantes, hospitales, prisiones, etc. El período de incubación de la enfermedad dura entre 6 - 72 horas, dependiendo de la dosis. La salmonela habita normalmente en el tracto gastrointestinal de una gran cantidad de animales domésticos y salvajes como, por ejemplo, aves, ganado, reptiles... Además, alimentos como huevos, frutas y hortalizas pueden ser vectores de transmisión al estar contaminados con microbiota fecal de animales contaminados.  
El tamaño del inóculo de Salmonella requerido para causar enfermedad sintomática en adultos sanos no está bien establecido. En general, se necesita una inoculación relativamente grande, entre {\displaystyle 10^{5}} y {\displaystyle 10^{6}} organismos. En un humano voluntario, apenas veinticinco organismos fueron suficientes para producir la enfermedad. En otro estudio con doce voluntarios que ingirieron entre diecisiete y {\displaystyle 10^{11}} organismos, en más de la mitad de los casos, fueron suficientes menos de mil organismos.
Al ser estas bacterias muy poco resistentes a los medios ácidos, no sobreviven en el estómago. Sin embargo, un pH estomacal artificialmente elevado, poco ácido, reduce enormemente el número de organismos necesario para provocar síntomas. Los microorganismos que llegan hasta el intestino se topan con otras dos defensas: la rapidez del tránsito intestinal y la flora bacteriana normal. Los que logran vencer estas defensas, se adhieren a la mucosas y producen  ya sea un patrón secretor (diarrea aguda acuosa), o bien uno invasor (enfermedad clínica conocida como fiebre entérica, fiebre tifoidea o fiebre paratifoidea).
La fiebre tifoidea es otra de las enfermedades que pueden ocasionar las bacterias del género Salmonella. Habitualmente esta enfermedad la provocan cepas de Salmonella enterica susp. enterica serotipo typhi (Salmonella typhi). El único reservorio de Salmonella typhi es el hombre, de modo que se transmite de persona a persona.
La fiebre paratifoidea tiene ciertas similitudes con la fiebre tifoidea; pero tiene un curso más benigno. Esta enfermedad la suelen producir los serotipos Paratyphi A, Paratyphi B y Paratyphi C. Las infecciones por S. Paratyphi A son comunes en África; la paratifoidea B, más frecuente en Europa, se presenta como una gastroenteritis severa, y la paratifoidea C es una infección rara, generalmente vista en el Extremo Oriente que se presenta como una septicemia.

### Patogenia
Produce salmonelosis con un período de incubación de entre cinco horas y cinco días, diarrea y dolor abdominal. A través de las heces (excremento) del enfermo se elimina gran cantidad de bacterias, y se presenta fiebre entérica con un periodo de incubación de siete a veintiocho días, causante de dolor de cabeza, fiebre, dolor abdominal y diarrea, erupción máculo-papulosa en pecho y espalda. Los enfermos presentan un período de convalecencia entre una y ocho semanas y las personas curadas eliminan Salmonella. También puede ocasionar fiebres entéricas o infección intestinal por intoxicación con algunos alimentos. Se reproducen por bipartición.

### Profilaxis
La prevención de Salmonella como contaminante de alimentos implica asear eficazmente las superficies de contacto con los alimentos. El alcohol ha sido efectivo como agente desinfectante tópico en su contra, así como el hipoclorito de sodio. La comida que contenga huevos crudos debe ser cocinada adecuadamente antes de consumirla.
Cualquier alimento cocinado de manera imperfecta o no cocinado, especialmente en carne, aves, huevos (porque este sale por el mismo conducto de las heces y como la salmonella es una enterobacteria, se contamina el huevo, por eso es importante tener prácticas de higiene en la manipulación) y leche, es un buen vehículo de transmisión.
Su tiempo de supervivencia en alimentos a temperatura ambiente es de varios días llegando incluso a los límites siguientes:
- mantequilla: hasta 10 semanas
- leche: hasta 6 meses
- chocolate: varios meses

Existen métodos destinados a evitar la proliferación de este género en los alimentos; por ejemplo, destruir la bacteria en los alimentos mediante cocción, evitar la contaminación cruzada durante la manipulación, y almacenar los alimentos a baja o alta temperatura para evitar que aquella prolifere.

### Fiebre entérica
Son cuadros en los que la clínica sistémica predomina sobre la digestiva: sudor blanquecino (que suele ser el signo más precoz), cefalea, leucopenia sin eosinofilia, dolor abdominal, esplenomegalia y bradicardia relativa (según temperatura corporal). Se debe a bacterias que penetran la mucosa intestinal intacta (por eso producen escasa clínica a nivel digestivo), alcanzan las placas de Peyer de la submucosa y ganglios linfáticos peridigestivos, y desde ahí pasan al torrente circulatorio, lo que da lugar al cuadro sistémico; a este grupo pertenece la Yersinia enterocolitica (que puede producir dolor en fosa ilíaca derecha y odinofagia), así como Salmonella typhi y para-typhi, que producen la fiebre tifoidea (en definitiva, un tipo de fiebre entérica como la descrita). 
El cuadro sistémico descrito se puede acompañar de un exantema macular (roséola tifoidea) en tórax y abdomen (que cede de forma espontánea en pocos días) así como de alteraciones del nivel de consciencia en la fiebre tifoidea (que aparecen sobre todo al inicio de la segunda semana). Puede existir perforación intestinal en un 5 % de los casos, complicación que se deberá sospechar en presencia de dolor abdominal brusco y rápida elevación del recuento leucocitario. 
El diagnóstico de elección de la fiebre tifoidea es el cultivo, ya sea mediante la obtención de hemocultivos en las dos primeras semanas (es el procedimiento más rentable para el diagnóstico precoz, con mayor rentabilidad en la primera semana) o mediante el cultivo de las heces a partir de la tercera semana. Debido a la aparición de cepas de S. typhi resistentes a diversos antibióticos, el tratamiento recomendado actualmente son las fluoroquinolonas o cefalosporinas de tercera generación (de elección en presencia de bacteriemia). En las formas más graves puede ser útil asociar esteroides. Si bien el cloranfenicol demuestra menor tasa de resistencia y menor incidencia de estado de portador crónico, el riesgo de desarrollo de anemia aplásica idiosincrásica irreversible (en uno de cada 20 000 tratamientos) limita su empleo en nuestro medio. A pesar del tratamiento correcto, la tasa de recaídas en los sujetos inmunocompetentes llega al 10 %. 
Además, la salmonela puede quedarse acantonada en el aparato digestivo, sobre todo en la vesícula biliar y más frecuentemente en mujeres con colelitiasis, así crea portadores crónicos que eliminan bacterias continuamente por las heces, lo que tiene gran transcendencia a nivel epidemiológico.
La pauta de elección para el portador crónico es el tratamiento prolongado con fluoroquinolonas (ciprofloxacino); en caso de que exista colelitiasis, puede llegar a ser necesaria la colecistectomía. El diagnóstico en general de las diarreas bacterianas se realiza mediante coprocultivo. El tratamiento de la diarrea bacteriana depende de la gravedad del cuadro y del grado de deshidratación que produzca; lo más importante es mantener una adecuada hidratación del paciente; por vía intravenosa en casos graves o por vía oral si es posible (suero de rehidratación oral de la OMS).